# Калвертон Парк (Мисури)
Калвертон Парк (енгл. Calverton Park) град је у америчкој савезној држави Мисури.

## Демографија
По попису из 2010. године број становника је 1.293, што је 29 (-2,2%) становника мање него 2000. године.
| Група             | 2000.       | 2010.       |
| Белци             | 984 (74,4%) | 682 (52,7%) |
| Афроамериканци    | 294 (22,2%) | 546 (42,2%) |
| Азијати           | 4 (0,3%)    | 12 (0,9%)   |
| Хиспаноамериканци | 11 (0,8%)   | 37 (2,9%)   |
| Укупно            | 1.322       | 1.293       |